# Curt Ericson
Curt Ericson, född Kurt Vilner Eriksson 13 januari 1918 i Sköns församling, Medelpad, död 26 december 2006 i Hägersten, Stockholm, var en svensk skådespelare.
Ericson filmdebuterade 1953 i Lars-Eric Kjellgrens film I dimma dold, och kom att medverka i drygt 25 film- och TV-produktioner.
Curt Ericson är gravsatt i minneslunden på Skogsö kyrkogård.

## Filmografi
- 1953 – I dimma dold
- 1954 – Herr Arnes penningar
- 1954 – Seger i mörker
- 1954 – Flottans glada gossar
- 1955 – Vildfåglar
- 1955 – Älskling på vågen
- 1956 – Främlingen från skyn
- 1956 – Sceningång
- 1959 – Sängkammartjuven
- 1960 – På en bänk i en park
- 1961 – Ljuvlig är sommarnatten
- 1961 – Svenska Floyd
- 1962 – Vita frun
- 1963 – Den gula bilen
- 1963 – Det är hos mig han har varit
- 1963 – En vacker dag
- 1964 – Blåjackor
- 1965 – Flygplan saknas
- 1965 – Jakten
- 1965 – Morianerna
- 1965 – Här kommer bärsärkarna
- 1965 – Festivitetssalongen
- 1966 – Syskonbädd 1782
- 1966 – Adamsson i Sverige
- 1966 – Yngsjömordet
- 1967 – Bränt barn
- 1968 – Bamse
- 1968 – Jag – en oskuld
- 1968 – Exercis
- 1968 – Jag talar om Jerusalem
- 1968 – Bombi Bitt och jag (TV-serie)
- 1968 – Vindingevals
- 1969 – Bokhandlaren som slutade bada
- 1969 – Eva - den utstötta
- 1969 – Lördagen den 5/10
- 1978 – Frihetens murar
- 1979 – Madicken (TV-serie)
- 1980 – Sverige åt svenskarna
- 1985 – Rid i natt! (TV-serie)

## Teater

### Roller (ej komplett)
| År   | Roll                     | Produktion                                                                     | Regi                       | Teater                           |
| ---- | ------------------------ | ------------------------------------------------------------------------------ | -------------------------- | -------------------------------- |
| 1951 | Gremio                   | Kiss Me, Kate Cole Porter, Samuel Spewack och Bella Spewack                    | Sven Aage Larsen           | Oscarsteatern                    |
| 1952 | Waters                   | South Pacific Richard Rodgers, Oscar Hammerstein och Joshua Logan              | Sven Aage Larsen           | Oscarsteatern                    |
| 1953 | Swietzinski              | Sista valsen Oscar Straus, Julius Brammer och Alfred Grünwald                  | Einar Beyron               | Oscarsteatern                    |
| 1954 | Lakej                    | Csardasfurstinnan Emmerich Kálmán, Leo Stein och Béla Jenbach                  | Egon Larsson               | Oscarsteatern                    |
| 1958 | Tourelle                 | Madame Pompadour Rudolf Schanzer, Ernst Welisch och Leo Fall                   | Ivo Cramér                 | Oscarsteatern                    |
| 1959 | Åskådare                 | My Fair Lady Frederick Loewe och Alan Jay Lerner                               | Sven Aage Larsen           | Oscarsteatern                    |
| 1961 | Mr Bumble                | Oliver! Lionel Bart                                                            | Sven Aage Larsen           | Oscarsteatern                    |
| 1969 | Prästen                  | Mannen från La Mancha Dale Wasserman, Mitch Leigh och Joe Darion               | Lans-Erik Liedholm         | Norrköping-Linköping stadsteater |
| 1970 | Sven Ersson i Hult       | Wermlännigarne Fredrik August Dahlgren och Andreas Randel                      | Bertil Norström            | Norrköping-Linköping stadsteater |
| 1970 | Stamanställde Joe Carson | Hoppa — vi har nät Joseph Heller                                               | Torsten Sjöholm            | Norrköping-Linköping stadsteater |
| 1970 | Jan Morat                | Ut med språket Václav Havel                                                    | Lars Gerhard Norberg       | Norrköping-Linköping stadsteater |
| 1970 | Vanni                    | Galilei Bertolt Brecht                                                         | Torsten Sjöholm            | Norrköping-Linköping stadsteater |
| 1970 | Veit Tümpel              | Berättelser från Landshut Martin Sperr                                         | Lars Gerhard Norberg       | Norrköping-Linköping stadsteater |
| 1971 | Gottfrid Mensel          | Spanska flugan Franz Arnold och Ernst Bach                                     | Torsten Sjöholm            | Norrköping-Linköping stadsteater |
| 1971 | Ammos Ljapkin-Tjapkin    | Revisorn Nikolaj Gogol                                                         | Lars Gerhard Norberg       | Norrköping-Linköping stadsteater |
| 1972 |                          | Canterburysägner Martin Starkie, Nevill Coghill, Richard Hill och John Hawkins | Torsten Sjöholm            | Norrköping-Linköping stadsteater |
| 1972 |                          | Den förgyllda lergöken Emil Norlander                                          | Bertil Norström            | Norrköping-Linköping stadsteater |
| 1972 |                          | West Side Story Arthur Laurents, Leonard Bernstein och Stephen Sondheim        | John Zacharias             | Norrköping-Linköping stadsteater |
| 1972 | Fadern                   | Vägen till Kanaan Rudolf Värnlund                                              | Lars Gerhard Norberg       | Norrköping-Linköping stadsteater |
| 1973 | Nils Henric Liljensparre | Gustav III August Strindberg                                                   | Mimi Pollak                | Norrköping-Linköping stadsteater |
| 1973 | Veterinären              | Herr Puntila och hans dräng Matti Bertolt Brecht                               | Jan Lewin                  | Norrköping-Linköping stadsteater |
| 1973 |                          | Kungens rosor Bertil Norström och Lars Gerhard Norberg                         | Lars Gerhard Norberg       | Norrköping-Linköping stadsteater |
| 1974 | Enok                     | Midsommardröm i fattighuset Pär Lagerkvist                                     | Hans Elfvin                | Norrköping-Linköping stadsteater |
| 1974 | Dubois                   | Misantropen efter Molière Tony Harrison                                        | Torsten Sjöholm            | Norrköping-Linköping stadsteater |
| 1974 |                          | Drottningens juvelsmycke Carl Jonas Love Almqvist                              | Torsten Sjöholm            | Norrköping-Linköping stadsteater |
| 1975 |                          | Boccaccio Franz von Suppé och Bertil Norström                                  | Bertil Norström            | Norrköping-Linköping stadsteater |
| 1975 | Polismästaren            | Kung David Brita Lang                                                          | Torsten Sjöholm            | Norrköping-Linköping stadsteater |
| 1975 | Surkart                  | Mycket väsen för ingenting William Shakespeare                                 | Hans Elfvin                | Norrköping-Linköping stadsteater |
| 1975 |                          | Predikare-Lena Tore Zetterholm                                                 | Lars Gerhard Norberg       | Norrköping-Linköping stadsteater |
| 1976 |                          | Jorden runt på 80 dagar Jules Verne                                            | Bertil Norström            | Norrköping-Linköping stadsteater |
| 1976 |                          | Klocko och Nappo och den fantastiska clownkonsten Mats Huddén                  | Mats Huddén                | Norrköping-Linköping stadsteater |
| 1977 |                          | Don Quijotes äventyr Evert Lundström                                           | Göran Sarring              | Norrköping-Linköping stadsteater |
| 1977 |                          | Medeas barn Suzanne Osten och Per Lysander                                     | Lars Broling Mårten Harrie | Norrköping-Linköping stadsteater |
| 1979 |                          | Krisen John Somerville                                                         | Lars Gerhard Norberg       | Norrköping-Linköping stadsteater |